# Municipio de Osage (condado de Cole)
El municipio de Osage (en inglés: Osage Township) es un municipio ubicado en el condado de Cole en el estado estadounidense de Misuri. En el año 2010 tenía una población de 4.179 habitantes y una densidad poblacional de 24,19 personas por km².

## Geografía
El municipio de Osage se encuentra ubicado en las coordenadas 38°26′6″N 92°12′28″O / 38.43500, -92.20778. Según la Oficina del Censo de los Estados Unidos, el municipio tiene una superficie total de 172.76 km², de la cual 169.13 km² corresponden a tierra firme y (2.1%) 3.63 km² es agua.

## Demografía
Según el censo de 2010, había 4179 personas residiendo en el municipio de Osage. La densidad de población era de 24,19 hab./km². De los 4179 habitantes, el municipio de Osage estaba compuesto por el 97.75% blancos, el 0.6% eran afroamericanos, el 0.24% eran amerindios, el 0.34% eran asiáticos, el 0.12% eran isleños del Pacífico, el 0.1% eran de otras razas y el 0.86% pertenecían a dos o más razas. Del total de la población el 0.45% eran hispanos o latinos de cualquier raza.